# اسکانیوئلا
اِسکانیوئِلا (به اسپانیایی: Escañuela) یکی از دهستان‌های استان خائن در کشور اسپانیا است. این شهر با مساحت ۱۳٫۹ کیلومتر مربع، ۹۷۵ تن جمعیت دارد.